# 北海道道987号豊似広尾線

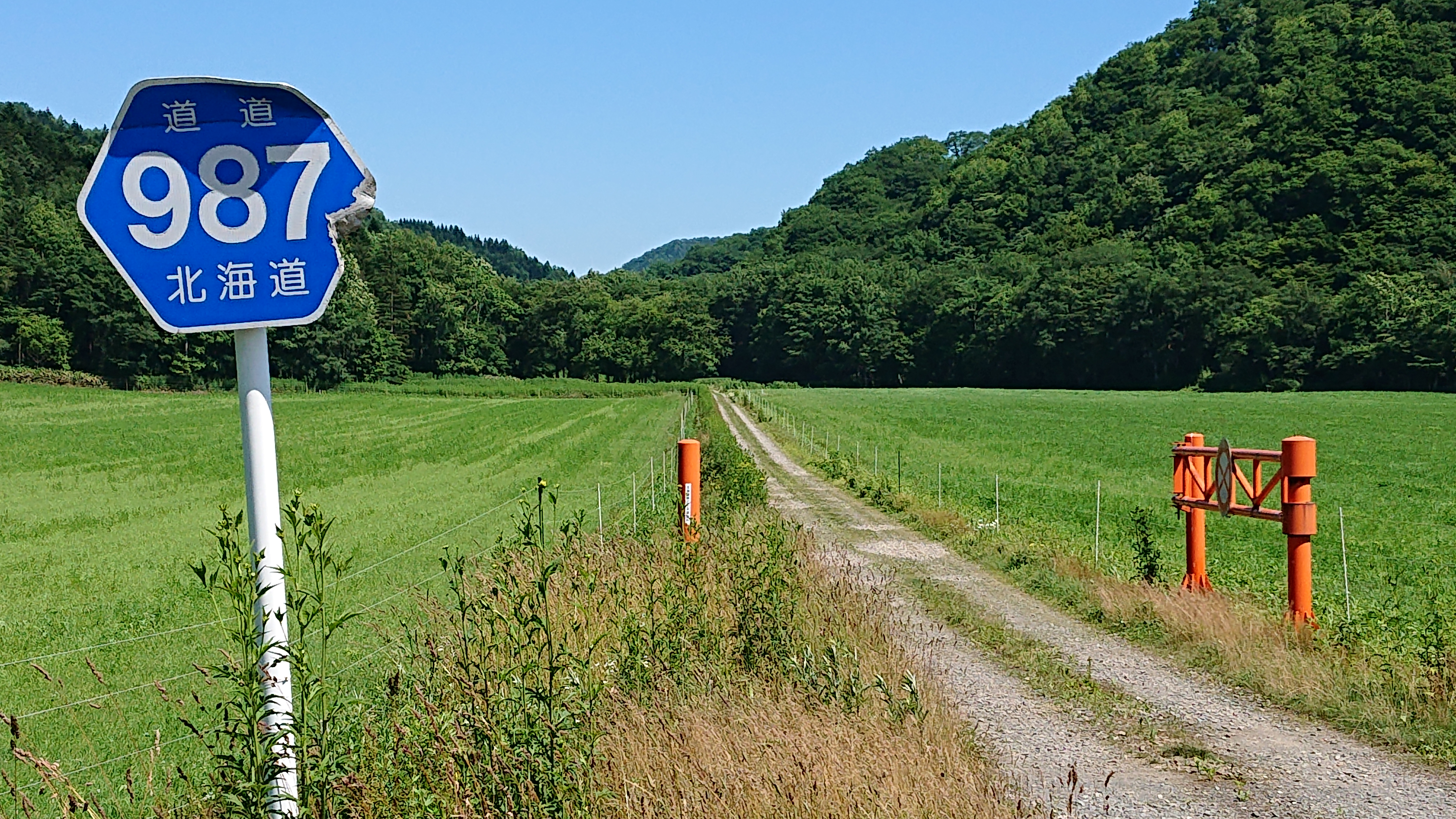
北海道道987号（広尾町野塚）

北海道道987号豊似広尾線（ほっかいどうどう987ごう とよにひろおせん）は、北海道広尾郡広尾町内を結ぶ一般道道である。未供用区間がある。

## 概要

### 路線データ
- 起点：北海道広尾郡広尾町字紋別（国道236号交点）
- 終点：北海道広尾郡広尾町本通9丁目（国道336号交点）
- 総延長：25.345 km
- 実延長：22.787 km
- 重用延長：0.020 km
- 未供用延長：2.538 km
- 未舗装延長：8.788 km

### 道路管理者
- 十勝総合振興局 帯広建設管理部 大樹出張所

## 歴史
- 1980年（昭和55年）3月31日 - 路線認定[1][2]。

## 路線状況

### 未供用区間
- 野塚 - 野塚、野塚 - ラッコベツ2.5 km

### 道路施設

#### 常設型ゲート
- 花春2ゲート（広尾町字カシュウンナイ38）
- 花春3ゲート（広尾町字カシュウンナイ212）

## 地理

### 通過する自治体
- 十勝総合振興局
  - 広尾郡広尾町

### 交差する道路

#### 広尾町
- 国道236号 - 字紋別（起点）
- 国道336号 - 本通9丁目（終点）